# XRandR
XRandR（エックス・アール・アンド・アール）は、X Window System を再起動せずに解像度の変更や、画面の回転、表示モニターの切替え、マルチモニターの設定など、を行うことを容易にするライブラリとコマンドである。XRandRは、X Window System Resize and Rotate Extension を略したもの。
最初の X11 の設計では動的なサイズ変更の要望を予想しておらず、変更を行うには Xサーバを再起動する必要があった。RandR 拡張フレームワークによりXセッションの再起動なしでディスプレイの特徴を変えることができるようになった。拡張フレームワークによってラップトップや手持ちサイズのコンピュータで、組込みのスクリーンではなく異なる解像度の外部モニターを駆動するようにスクリーンサイズを変更できるようになる。現在のプロトコル仕様のバージョンは1.2である。
使っているデスクトップ環境がこの機能と相互作用するグラフィカルツールを提供していなくても、xrandr コマンドラインツールが使える。

## コマンドの使用例
- モニターと可能な設定の表示

xrandr
- 全てのモニターを最高解像度で、同じ画面を表示する。

xrandr --auto
- 内蔵モニターの右側に外部モニターを表示。モニターの名前は、上の xrandr で調べられる。ここでは 内部モニター：LVDS、外部モニター：VGA とする。

xrandr --output VGA --right-of LVDS
- 内蔵モニターの上側に外部モニターを表示。

xrandr --output VGA --above LVDS
マルチモニターを使用する場合、X11の設定ファイル：通常 /etc/X11/xorg.conf で、仮想スクリーンの範囲を大きく取っておく。
例：
Virtual 2048 2048